# 세상의 모든 여행
세상의 모든 여행은 여행을 통해 자기 자신과 마주한 셀러브리티의 진솔한 인간적 모습과 그의 시선을 통해 본 세상의 풍경을 그린 문화방송의 다큐멘터리이다.